# Liste der Kulturdenkmäler in Ludwigsau
Die folgende Liste enthält die in der Denkmaltopographie ausgewiesenen Kulturdenkmäler auf dem Gebiet  der Gemeinde Ludwigsau, Landkreis Hersfeld-Rotenburg, Hessen.
Hinweis: Die Reihenfolge der Denkmäler in dieser Liste orientiert sich zunächst an Ortsteilen und anschließend der Anschrift, alternativ ist sie auch nach der Bezeichnung oder der Bauzeit sortierbar.
Kulturdenkmäler werden fortlaufend im Denkmalverzeichnis des Landes Hessen durch das Landesamt für Denkmalpflege Hessen auf Basis des Hessischen Denkmalschutzgesetzes (HDSchG) geführt. Die Schutzwürdigkeit eines Kulturdenkmals hängt nicht von der Eintragung in das Denkmalverzeichnis des Landes Hessen oder der Veröffentlichung in der Denkmaltopographie ab.

## Kulturdenkmale nach Ortsteilen

### Beenhausen
| Bild            | Bezeichnung              | Lage                                                | Beschreibung | Bauzeit                                           | Daten |
| --------------- | ------------------------ | --------------------------------------------------- | ------------ | ------------------------------------------------- | ----- |
| Bild gesucht BW | Rähmbau                  | Am Kirchkranz 1 LageFlur: 7, Flurstück: 40          |              | Um 1800                                           |       |
| Bild gesucht BW | Wohn-Wirtschaftsgebäude  | Am Kirchkranz 6 LageFlur: 7, Flurstück: 53/2        |              | 1821 Wohnteil                                     |       |
| Bild gesucht BW | Hofanlage                | Im Unterdorf 2 LageFlur: 7, Flurstück: 12/1         |              |                                                   |       |
| Bild gesucht BW | Dorfmühle                | Im Unterdorf 5 LageFlur: 7, Flurstück: 2/7          |              | 1734 Inschrift im Wirtschaftssockel               |       |
| Bild gesucht BW | Wohn-Wirtschaftsgebäude  | Im Unterdorf 10 LageFlur: 7, Flurstück: 4           |              |                                                   |       |
| Bild gesucht BW | Hofanlage, T-förmig      | Ludwigsecker Straße 5 LageFlur: 7, Flurstück: 17/3  |              | 1784 Haupthaus                                    |       |
| Bild gesucht BW | Wohnhaus                 | Ludwigsecker Straße 9 LageFlur: 7, Flurstück: 23/1  |              | Ende 18. Jahrhundert                              |       |
| Bild gesucht BW | Hofanlage                | Ludwigsecker Straße 11 LageFlur: 7, Flurstück: 23/2 |              | 1790 Haupthaus                                    |       |
| Bild gesucht BW | Ehemalige Schule         | Pfarrstraße 2 LageFlur: 7, Flurstück: 44, 45        |              | 1731 Datumsstein im Sockel, 1747 neu aufgerichtet |       |
| Bild gesucht BW | Hofanlage                | Pfarrstraße 4 LageFlur: 7, Flurstück: 42            |              | Nach 1820                                         |       |
| Bild gesucht BW | Evangelische Pfarrkirche | Pfarrstraße 6 LageFlur: 7, Flurstück: 41            |              |                                                   |       |
| Bild gesucht BW | Einhaus                  | Pfarrstraße 7 LageFlur: 7, Flurstück: 51/3          |              | Ende 18. Jahrhundert                              |       |
| Bild gesucht BW | Forsthof Heyerode        | LageFlur: 12, Flurstück: 46/1                       |              |                                                   |       |

### Biedebach
| Bild            | Bezeichnung | Lage                                               | Beschreibung | Bauzeit        | Daten |
| --------------- | ----------- | -------------------------------------------------- | ------------ | -------------- | ----- |
| Bild gesucht BW | Hofanlage   | An der Sommerseite 11 LageFlur: 3, Flurstück: 13/1 |              |                |       |
| Bild gesucht BW | Hofanlage   | Bismarckstraße 7 LageFlur: 3, Flurstück: 143/52    |              | 1853 Haupthaus |       |
| Bild gesucht BW | Wohnhaus    | Bismarckstraße 23 LageFlur: 3, Flurstück: 97/85    |              | Um 1800        |       |

### Ersrode
| Bild            | Bezeichnung                | Lage                                                              | Beschreibung                                                | Bauzeit               | Daten |
| --------------- | -------------------------- | ----------------------------------------------------------------- | ----------------------------------------------------------- | --------------------- | ----- |
| Bild gesucht BW | Gesamtanlage               | Ortslage Lage                                                     |                                                             |                       |       |
| Bild gesucht BW | Ehemaliges Dorfgericht     | Am Berg o. Nr. LageFlur: 4, Flurstück: 21                         | südwestlich der Kirche gelegen mit Dorflinde (Naturdenkmal) |                       |       |
| Bild gesucht BW | Hofanlage                  | Am Berg 4 LageFlur: 4, Flurstück: 18                              |                                                             |                       |       |
| Bild gesucht BW | Hofabschluss               | Am Berg 7 LageFlur: 4, Flurstück: 49                              |                                                             |                       |       |
| Bild gesucht BW | Einhaus                    | Am Berg 9 LageFlur: 4, Flurstück: 56                              |                                                             | Mitte 18. Jahrhundert |       |
| Bild gesucht BW | Evangelische Kirche        | Am Berg 8 LageFlur: 4, Flurstück: 20                              |                                                             |                       |       |
| Bild gesucht BW | Wohnhaus                   | Am Berg 14 LageFlur: 4, Flurstück: 25                             |                                                             |                       |       |
| Bild gesucht BW | Wohnhaus                   | An der Beise 2 LageFlur: 4, Flurstück: 66                         |                                                             |                       |       |
| Bild gesucht BW | Wohnhaus                   | Bäckergasse 1 LageFlur: 4, Flurstück: 50                          |                                                             |                       |       |
| Bild gesucht BW | Wohnhaus                   | Bäckergasse 2 LageFlur: 4, Flurstück: 47                          |                                                             |                       |       |
| Bild gesucht BW | Einhaus                    | Brunnengasse 1 LageFlur: 2, Flurstück: 26                         |                                                             | Um 1900               |       |
| Bild gesucht BW | Hakenhof                   | Pommerstraße 4 LageFlur: 4, Flurstück: 38                         |                                                             |                       |       |
| Bild gesucht BW | Wohnhaus                   | Pommerstraße 12 LageFlur: 4, Flurstück: 80                        |                                                             | Um 1800               |       |
| Bild gesucht BW | Einhaus                    | Pommerstraße 15 LageFlur: 2, Flurstück: 36                        |                                                             | Um 1900               |       |
| Bild gesucht BW | Wohnhaus                   | Wiesenweg 1, Wiesenweg 3 LageFlur: 4, Flurstück: 69, 70           |                                                             |                       |       |
| Bild gesucht BW | von Riedeselsches Forstamt | Wiesenweg 2 I LageFlur: 4, Flurstück: 46                          |                                                             |                       |       |
| Bild gesucht BW | Wohn-Stallhaus             | Wiesenweg 10 LageFlur: 5, Flurstück: 127/6                        |                                                             |                       |       |
| Bild gesucht BW | Ipperts-Mühle              | Außerhalb Ortslage LageFlur: 8, Flurstück: 34/2                   |                                                             |                       |       |
| Bild gesucht BW | Hausen-Mühle               | Zur Hausenmühle LageFlur: 9, Flurstück: 13                        |                                                             |                       |       |
| Bild gesucht BW | Wegweiser                  | Außerhalb Ortslage Lage                                           | an Landstraße 3253                                          |                       |       |
| weitere Bilder  | Burg Ludwigseck            | Außerhalb Ortslage LageFlur: 15, Flurstück: 7/3, 47/4, 41/2, 41/3 | Sachgesamtheit                                              | 1419 vollendet        |       |

### Friedlos
| Bild            | Bezeichnung         | Lage                                               | Beschreibung | Bauzeit                           | Daten |
| --------------- | ------------------- | -------------------------------------------------- | ------------ | --------------------------------- | ----- |
| Bild gesucht BW | Ehemalige Schule    | Alter Schulweg 9 LageFlur: 6, Flurstück: 109/2     |              | Um 1737 Kernbau, 1822 Erweiterung |       |
| Bild gesucht BW | Wohnhaus            | Hersfelder Straße 4 LageFlur: 6, Flurstück: 14, 15 |              | Um 1800                           |       |
| Bild gesucht BW | Wohnhaus            | Hersfelder Straße 6 LageFlur: 6, Flurstück: 265/10 |              | Beginn 18. Jahrhundert            |       |
| Bild gesucht BW | Rähmbau             | Kasseler Straße 4 LageFlur: 6, Flurstück: 188/4    |              | Um 1800                           |       |
| Bild gesucht BW | Hakenhof            | Kasseler Straße 10 LageFlur: 6, Flurstück: 180/2   |              |                                   |       |
| Bild gesucht BW | Evangelische Kirche | Lutherstraße 23a LageFlur: 6, Flurstück: 399/53    |              |                                   |       |
| Bild gesucht BW | Wohnhaus            | Nachtigallenweg 2 LageFlur: 6, Flurstück: 1/2      |              | Um 1800                           |       |
| Bild gesucht BW | Wohnhaus            | Reiloser Straße 1 LageFlur: 6, Flurstück: 17/2     |              | Beginn 18. Jahrhundert            |       |
| Bild gesucht BW | Wohnhaus            | Reiloser Straße 1b LageFlur: 6, Flurstück: 22/1    |              |                                   |       |
| Bild gesucht BW | Wohnhaus            | Reiloser Straße 9 LageFlur: 6, Flurstück: 76/2     |              | Um 1700                           |       |

### Gerterode
| Bild            | Bezeichnung               | Lage                                           | Beschreibung | Bauzeit               | Daten Gerterode |
| --------------- | ------------------------- | ---------------------------------------------- | ------------ | --------------------- | --------------- |
| Bild gesucht BW | Ehemaliges Unterstallhaus | Bachstraße 4 LageFlur: 6, Flurstück: 101/1     |              | Mitte 18. Jahrhundert |                 |
| Bild gesucht BW | Evangelische Kirche       | Am Kirchberg 4 LageFlur: 6, Flurstück: 40/2    |              |                       |                 |
| Bild gesucht BW | Wohn-Wirtschaftsgebäude   | Bachstraße 6 LageFlur: 6, Flurstück: 201/96    |              | Um 1900               |                 |
| Bild gesucht BW | Hofanlage                 | Erlenweg 3 LageFlur: 6, Flurstück: 199/95      |              | Um 1770 Haupthaus     |                 |
| Bild gesucht BW | Hofanlage                 | Erlenweg 4 LageFlur: 6, Flurstück: 131         |              |                       |                 |
| Bild gesucht BW | Einhaus                   | Im Wich 1 LageFlur: 6, Flurstück: 86/1         |              |                       |                 |
| Bild gesucht BW | Hakenhof, mit Einhaus     | Tanner Straße 12 LageFlur: 6, Flurstück: 49/5  |              |                       |                 |
| Bild gesucht BW | Hofanlage                 | Tanner Straße 15 LageFlur: 6, Flurstück: 54/2  |              |                       |                 |
| Bild gesucht BW | Wohnhaus                  | Tanner Straße 17 LageFlur: 6, Flurstück: 105/2 |              |                       |                 |

### Hainrode
| Bild            | Bezeichnung  | Lage                                            | Beschreibung | Bauzeit | Daten |
| --------------- | ------------ | ----------------------------------------------- | ------------ | ------- | ----- |
| Backhaus        | Backhaus     | Am Beisebach 27 LageFlur: 3, Flurstück: 7       |              | 1793    |       |
| Bild gesucht BW | Hofabschluss | Zum Klosterstein 16 LageFlur: 3, Flurstück: 3   |              |         |       |
| Bild gesucht BW | Hakenhof     | Zum Klosterstein 8 LageFlur: 3, Flurstück: 22/1 |              |         |       |

### Meckbach
| Bild            | Bezeichnung            | Lage                                             | Beschreibung | Bauzeit                        | Daten |
| --------------- | ---------------------- | ------------------------------------------------ | ------------ | ------------------------------ | ----- |
| Bild gesucht BW | Einhaus                | Am Mühlberg 2 LageFlur: 23, Flurstück: 26/1      |              |                                |       |
| Bild gesucht BW | Ehemaliges Forsthaus   | Am Wasser 3 LageFlur: 23, Flurstück: 11/1        |              | 1791 Inschrift Werksteinsockel |       |
| Bild gesucht BW | Wohn-Stallhaus         | Am Wasser 13 LageFlur: 23, Flurstück: 15/1       |              | 1744                           |       |
| Bild gesucht BW | Fachwerkwohnhaus       | Hauptstraße 15 LageFlur: 23, Flurstück: 174/2    |              | 1858                           |       |
| Bild gesucht BW | Hakenhof               | Hauptstraße 16 LageFlur: 23, Flurstück: 134      |              | 1786 Haupthaus und Scheune     |       |
| Bild gesucht BW | Wohnhaus               | Hauptstraße 18 LageFlur: 23, Flurstück: 133      |              |                                |       |
| Bild gesucht BW | Wohnhaus               | Hauptstraße 21 LageFlur: 23, Flurstück: 159/1    |              |                                |       |
| Bild gesucht BW | Evangelische Kirche    | Hauptstraße 29 LageFlur: 23, Flurstück: 40/2, 41 |              |                                |       |
| Bild gesucht BW | Einhaus                | Hauptstraße 31 LageFlur: 23, Flurstück: 46       |              |                                |       |
| Bild gesucht BW | Gerichtslinde          | Ortslage LageFlur: 23, Flurstück: 36             |              |                                |       |
| Bild gesucht BW | Gießlingskirche, Ruine | LageFlur: 15, Flurstück: 139/3                   |              | 1386 geweiht                   |       |

### Mecklar
| Bild            | Bezeichnung              | Lage                                                        | Beschreibung | Bauzeit               | Daten |
| --------------- | ------------------------ | ----------------------------------------------------------- | ------------ | --------------------- | ----- |
| Bild gesucht BW | Mühle an der Fulda       | Bei der Mühle LageFlur: 2, Flurstück: 221, 246              |              |                       |       |
| Bild gesucht BW | Brücke                   | Ortslage LageFlur: 6, Flurstück: 177/172                    |              | 1899                  |       |
| Bild gesucht BW | Wohnhaus                 | Freiherr-vom-Stein-Straße 10 LageFlur: 6, Flurstück: 9      |              |                       |       |
| Bild gesucht BW | Wohnhaus                 | Freiherr-vom-Stein-Straße 17 LageFlur: 6, Flurstück: 184/37 |              |                       |       |
| weitere Bilder  | Evangelische Pfarrkirche | Kirchring o. Nr. LageFlur: 6, Flurstück: 105/1              |              | 1732-1734             |       |
| Bild gesucht BW | Wohn-Wirtschaftsgebäude  | Teichweg 2 LageFlur: 6, Flurstück: 13/1                     |              |                       |       |
| Bild gesucht BW | Einhaus                  | Neue Schulstraße 6 LageFlur: 6, Flurstück: 42               |              | Mitte 18. Jahrhundert |       |

### Niederthalhausen
| Bild            | Bezeichnung                       | Lage                                               | Beschreibung | Bauzeit        | Daten |
| --------------- | --------------------------------- | -------------------------------------------------- | ------------ | -------------- | ----- |
| Bild gesucht BW | Gesamtanlage                      | Ortslage Lage                                      |              |                |       |
| Bild gesucht BW | Einhaus                           | Am Endersbach 4 LageFlur: 11, Flurstück: 13/3      |              | 1802           |       |
| Bild gesucht BW | Hakenhof                          | Am Endersbach 9 LageFlur: 11, Flurstück: 53/2      |              | 1736 Haupthaus |       |
| Bild gesucht BW | Hofanlage, mit seitlicher Scheune | Brunnenstraße 1 LageFlur: 11, Flurstück: 16/1      |              | 1733 Scheune   |       |
| Bild gesucht BW | Hofreite                          | Brunnenstraße 2 LageFlur: 11, Flurstück: 24        |              |                |       |
| Bild gesucht BW | Evangelische Kirche               | Kirchplatz 1 LageFlur: 12, Flurstück: 14/3         |              |                |       |
| Bild gesucht BW | Einhaus                           | Kirchplatz 8 LageFlur: 12, Flurstück: 12/1         |              | 1739           |       |
| Bild gesucht BW | Ehemalige Schule                  | Vorm Lohn 1 LageFlur: 11, Flurstück: 29            |              |                |       |
| Bild gesucht BW | Wohnhaus                          | Vorm Lohn 2 LageFlur: 12, Flurstück: 18/1          |              |                |       |
| Bild gesucht BW | Einhaus                           | Zur Hardt 1 LageFlur: 12, Flurstück: 23/2          |              |                |       |
| Bild gesucht BW | Einhaus                           | Zur Hardt 4 LageFlur: 12, Flurstück: 74/3          |              |                |       |
| Bild gesucht BW | Hofanlage                         | Zur Hardt 5 LageFlur: 12, Flurstück: 36/3          |              |                |       |
| Bild gesucht BW | Hof Trunsbach                     | Außerhalb Ortslage LageFlur: 18, Flurstück: 139/20 |              |                |       |

### Oberthalhausen
| Bild            | Bezeichnung         | Lage                                            | Beschreibung | Bauzeit        | Daten |
| --------------- | ------------------- | ----------------------------------------------- | ------------ | -------------- | ----- |
| Bild gesucht BW | Wohnhaus            | Endersbachstraße 4 LageFlur: 7, Flurstück: 37/2 |              |                |       |
| Bild gesucht BW | Streckhof           | Endersbachstraße 5 LageFlur: 7, Flurstück: 60/1 |              |                |       |
| Bild gesucht BW | Erntennenhaus       | Endersbachstraße 6 LageFlur: 7, Flurstück: 25/2 |              |                |       |
| Bild gesucht BW | Evangelische Kirche | Zur Hirschruh 5 LageFlur: 7, Flurstück: 28, 29  |              |                |       |
| Bild gesucht BW | Hofanlage           | Zur Hirschruh 12 LageFlur: 7, Flurstück: 6      |              | 1736 Haupthaus |       |
| Bild gesucht BW | Hofanlage           | Hof 2 LageFlur: 6, Flurstück: 72/3              |              |                |       |
| Bild gesucht BW | Hofanlage           | Hof 4 LageFlur: 6, Flurstück: 78/2              |              | Um 1700        |       |

### Reilos
| Bild            | Bezeichnung             | Lage                                                         | Beschreibung | Bauzeit        | Daten |
| --------------- | ----------------------- | ------------------------------------------------------------ | ------------ | -------------- | ----- |
| Bild gesucht BW | Dreiseithof             | Brückenstraße 1 LageFlur: 14, Flurstück: 16/1                |              | Um 1820        |       |
| Bild gesucht BW | Wohn-Wirtschaftsgebäude | Brückenstraße 5 LageFlur: 12, Flurstück: 24/8                |              | 1806           |       |
| Bild gesucht BW | Erntennenhaus           | Brückenstraße 7 LageFlur: 12, Flurstück: 23/2                |              |                |       |
| Bild gesucht BW | Wohnhaus                | Brückenstraße 8 LageFlur: 12, Flurstück: 50/1                |              |                |       |
| Bild gesucht BW | Wohnhaus                | Brückenstraße 12 LageFlur: 12, Flurstück: 54/4               |              |                |       |
| Bild gesucht BW | Hofanlage               | Friedrich-Ludwig-Jahn-Straße 2 LageFlur: 12, Flurstück: 63/2 |              | 1729 Haupthaus |       |
| Bild gesucht BW | Wohnhaus                | Kurze Gasse 1 LageFlur: 12, Flurstück: 59                    |              | 1806           |       |
| Bild gesucht BW | St. Gallus Kapelle      | Lange Gasse 4 LageFlur: 12, Flurstück: 27/1                  |              |                |       |
| Bild gesucht BW | Hofanlage               | Zur Mühle 1 LageFlur: 12, Flurstück: 97/31                   |              | 1796 Haupthaus |       |
| Bild gesucht BW | Ludwigsau-Mühle         | LageFlur: 13, Flurstück: 55, 56                              |              |                |       |

### Rohrbach
| Bild                     | Bezeichnung              | Lage                                             | Beschreibung | Bauzeit            | Daten |
| ------------------------ | ------------------------ | ------------------------------------------------ | ------------ | ------------------ | ----- |
| Bild gesucht BW          | Wohn-Wirtschaftsgebäude  | Alte Landstraße 2 LageFlur: 2, Flurstück: 128    |              | 1793               |       |
| Bild gesucht BW          | Hakenhof                 | Alte Landstraße 3 LageFlur: 2, Flurstück: 89, 90 |              |                    |       |
| Bild gesucht BW          | Streckhof                | Alte Landstraße 11 LageFlur: 2, Flurstück: 111/1 |              |                    |       |
| Bild gesucht BW          | Erntennenhaus            | Dorfstraße 2 LageFlur: 2, Flurstück: 47/1        |              | 1820               |       |
| Bild gesucht BW          | Wohnhaus                 | Dorfstraße 4 LageFlur: 2, Flurstück: 46/2        |              | Um 1780            |       |
| Evangelische Pfarrkirche | Evangelische Pfarrkirche | Lohweg 13 LageFlur: 2, Flurstück: 11/1. 13       |              | 1819/1820          |       |
| Bild gesucht BW          | Wohnhaus                 | Mühlweg 1 LageFlur: 2, Flurstück: 58/1           |              |                    |       |
| Bild gesucht BW          | Wohn-Wirtschaftsbau      | Mühlweg 2 LageFlur: 2, Flurstück: 59/1           |              | Um 1800            |       |
| Bild gesucht BW          | Ehemalige Schule         | Mühlweg 4 LageFlur: 2, Flurstück: 26             |              | Nach 1820 vor 1840 |       |
| Bild gesucht BW          | Wohnhaus                 | Mühlweg 6 LageFlur: 2, Flurstück: 23             |              |                    |       |
| Bild gesucht BW          | Hofabschluss             | Mühlweg 9 LageFlur: 2, Flurstück: 39/1           |              |                    |       |
| Bild gesucht BW          | Wohnhaus                 | Mühlweg 11 LageFlur: 2, Flurstück: 37            |              |                    |       |
| Bild gesucht BW          | Ehemalige Mühle          | Mühlweg 14 LageFlur: 2, Flurstück: 2/1           |              |                    |       |

### Tann
| Bild                | Bezeichnung         | Lage                                                | Beschreibung | Bauzeit   | Daten |
| ------------------- | ------------------- | --------------------------------------------------- | ------------ | --------- | ----- |
| Bild gesucht BW     | Wohnhaus            | Am Bach 3 LageFlur: 9, Flurstück: 52                |              |           |       |
| Bild gesucht BW     | Hakenhof            | Am Bach 5 LageFlur: 9, Flurstück: 56/3              |              | Nach 1820 |       |
| Evangelische Kirche | Evangelische Kirche | Biedebacher Straße 5 LageFlur: 9, Flurstück: 115/90 |              |           |       |
| Bild gesucht BW     | Einhaus             | Gerteröder Straße 4 LageFlur: 9, Flurstück: 48/2    |              |           |       |
| Bild gesucht BW     | Hofabschluss        | Gerteröder Straße 8 LageFlur: 9, Flurstück: 46/1    |              |           |       |
| Bild gesucht BW     | Ehemalige Schule    | Gerteröder Straße 10 LageFlur: 9, Flurstück: 140/3  |              |           |       |